# Candy Montgomery

La ville de Wylie dans le comté de Collin, Texas

Candy Montgomery née Candace Lynn Wheeler, est une femme au foyer américaine née le 15 novembre 1949 qui fut accusée à Wylie au Texas du meurtre de Betty Gore, la femme de son amant, à laquelle elle avait donné 41 coups de hache le 13 juin 1980,,.
Candy Montgomery, qui plaida la légitime défense, fut acquittée.

## Contexte
Candy Montgomery  était mariée à Pat Montgomery, un ingénieur électricien. Le couple avait deux enfants, un fils et une fille. Ils déménagèrent dans le comté de Collin, dans le nord-est du Texas, en 1977 et fréquentaient régulièrement la First United Methodist Church of Lucas. 
Candy Montgomery rencontra Betty Gore, enseignante dans un collège, à la messe et les deux femmes devinrent amies. Betty Gore vivait non loin avec ses deux enfants et son mari, Allan, avec lequel Candy Montgomery se lança dans une liaison extraconjugale.
Allan n'était pas en ville le jour du meurtre de Betty. Ne pouvant joindre sa femme au téléphone, il demanda à ses voisins d'aller voir si tout allait bien. Après avoir pénétré de force dans la résidence familiale, ils découvrirent le cadavre de Betty. Sa fille, Bethany, dans son berceau dans une autre pièce au moment de l'incident, était éveillée et pleurait.

## Procès

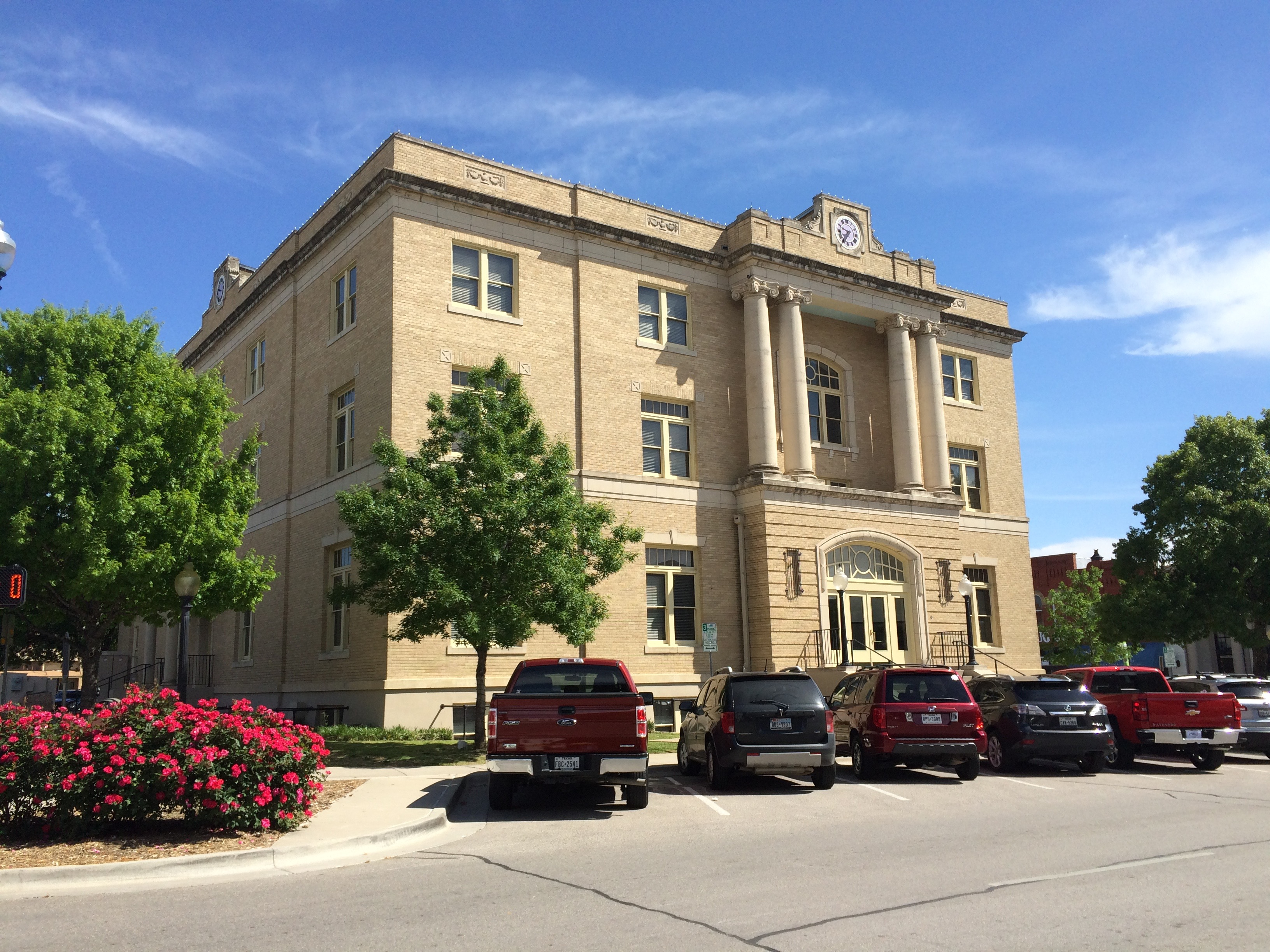
Tribunal du comté de Collin à McKinney, Texas, 2016

Le procès de Candy Montgomery a duré huit jours dans la ville de McKinney. Candy était représentée par l'avocat Robert Udashen.
Candy plaida la légitime défense, soutenant qu'elle avait attaqué Betty Gore pour se défendre après que celle-ci l'eut confrontée à propos de sa liaison avec son mari, Allan. Elle déclara qu'elle avait été obligée d'utiliser la hache après que Betty a tenté de la frapper quelques instants auparavant avec la même arme. Candy a subi un test polygraphique avant le procès qui a indiqué qu'elle disait la vérité.
Le procureur de district, Tom O'Connell, fit valoir que Candy aurait pu fuir les lieux au lieu d'attaquer Betty Gore et que frapper quelqu'un 41 fois était disproportionné. 
Candy Montgomery fut reconnue non coupable le 30 octobre 1980 par un jury constitué de neuf femmes et trois hommes.

## Réaction après le procès
Le verdict a suscité de nombreuses critiques de la part de la communauté. La foule scandait « Assassin ! Assassin ! » alors que Montgomery quittait le tribunal après son acquittement. Le père de la victime, Bob Pomeroy, déclara :
« En ce qui me concerne, justice sera faite. Elle devra vivre avec ça jusqu'à la fin de ses jours Je ne dirais pas que je suis satisfait du verdict. Nous ne savons pas ce qui s'est passé et nous ne le saurons jamais »

## Représentations à la télévision
Le téléfilm de 1990 A Killing in a Small Town est basé sur l'affaire, avec Barbara Hershey dans le rôle de Candy Montgomery.
Jessica Biel joue Candy Montgomery dans la série Candy de Hulu en mai 2022.
Elizabeth Olsen joue Candy Montgomery dans la série HBO Max Love and Death, en avril 2023.